# Operation Avalanche (película)
Operation Avalanche es una película estadounidense-canadiense de metraje encontrado y conspiración dirigida por Matt Johnson, quien la coescribió junto a Josh Boles. Johnson y Owen Williams interpretan a agentes de la CIA que se infiltran en la NASA y se ven involucrados en una conspiración para falsificar el alunizaje del Apolo 11 en 1969.

## Reparto
- Matt Johnson
- Owen Williams
- Andy Appelle
- Jared Raab
- Josh Boles
- Ray James
- Sharon Belle
- Madeleine Sims-Fewer

## Producción
La producción se llevó a cabo en Toronto, Houston y Washington D. C., a partir del 30 de junio de 2014. Las escenas de la NASA se rodaron en el lugar. Para obtener el permiso, Johnson les dijo que estaba haciendo un documental de estudiante. Las escenas adicionales pudieron realizarse gracias a la permisividad de las nuevas leyes sobre el fair use, las cuales permiten un uso limitado de material protegido sin necesitar permiso del dueño de dichos derechos, por ejemplo, para uso académico o informativo.

## Estreno
Operation Avalanche se estrenó en el Festival de Cine de Sundance. Johnson había recibido la oferta de estrenar la cinta en el Festival Internacional de Cine de Toronto, pero se negó, argumentando que el film se perdería en la gran cantidad de películas que allí se muestran.

## Recepción
En Rotten Tomatoes posee una calificación promedio de 6,4/10, con base en 51 comentarios, 69% de los cuales eran «generalmente positivas». En Metacritic posee una puntuación de 69/100 con base en 18 críticas y una puntuación de usuarios de 6,4/10 en IMDb.